# Jaroslav Bidlo
Jaroslav Bidlo (17. listopadu 1868, Záboří nad Labem – 1. prosince 1937, Praha) byl český historik, profesor východoevropských dějin na Univerzitě Karlově.

## Život
Narodil se v rodině východočeského učitele. Po předčasném ukončení kněžského semináře odešel studovat, a sice na pražskou univerzitu ke studiu katolické dogmatiky a historie na filozofické fakultě. Tyto dva obory mu umožnily orientaci ve středověku ve všech jeho církevně-politických intencích. Během svého působení v Praze byl i starostou Historického klubu.
Původně učil krátce na střední škole (gymnázium v Ječné 1894-95), ale po odchodu prof. Jirečka (v roce 1893 do Vídně na katedru slovanské filologie) byl určen jako jeho nástupce v oboru historické slavistiky. Jeho zásluhy ve vědním oboru všeobecné dějiny se zvláštním zřetelem k dějinám východní Evropy a Balkánu byly oceněny členstvím v Královské české společnosti nauk (mimořádný člen 13. ledna 1904, řádný od 10. ledna 1917), řádným členem České akademie věd a umění se stal 19. března 1927 (dopisující od 3. prosince 1909, mimořádný 13. prosince 1921). Dále byl členem akademií polské, jihoslovanské a ruské.

### Studium dějin jednoty bratrské
Pod vlivem Jaroslava Golla, v jehož semináři byl zapsán poprvé v roce 1890, se začal zabývat studiem dějin Jednoty bratrské, zaměřil se zejména na její polskou větev. Po studijním pobytu v letech 1892 a 1893 v Krakově, Petrohradě a Moskvě jakoby objevil východní Evropu a její dějiny.
V roce 1897 vydává první dílo o Jednotě bratrské „Nekrologia polské větve Jednoty bratrské“ (článek vyšel v Časopisu Českého muzea). V následujících letech na něj navázal čtyřdílnými dějinami polské jednoty. Vycházel přitom z pramenů, s nimiž se seznámil v Polsku, Vídni, Vatikánu a ve Švýcarsku. Jednota bratrská v prvním vyhnanství, jeho habilitační práce, pokrývá druhou polovinu 16. století s důrazem na teologickou stránku exilového života, včetně vlivu na polskou i českou společnost.
Goll ohledně Bidlovy habilitace psal Rezkovi: „Jsou tu další habilitace, které bych rád viděl. Nejbližší je Bidlo. Dál pilně pracoval a končí svůj spis Jednota bratrská v Polsku (v 16. století). Na tom základě by se mohl habilitovat pro všeobecný dějepis se zvláštním zřetelem k slovanským dějinám (á la Jiroušek).“
Jednotlivé díly vyšly v letech 1900, 1903, 1909 a 1932. V pauze mezi třetím a čtvrtým dílem vyšly ještě kratší statě o dějinách bratrské enklávy v Polsku (psané česky i německy):
- 1903, Bratr Jan Rokyta u cara Ivana Hrozného (teologická disputace)
- 1917, Vzájemný poměr české a polské větve jednoty bratrské v době od r. 1587 – 1609
- 1930, Jednota bratrská za mezivládí po smrti Štěpána Bathoryho

(Německy psané články jsou o poměru Jednoty bratrské k luteránství a o školství.)
Při studiu archivních pramenů Bidlo dospěl k vydávání edice Akty jednoty bratrské (dva svazky z let 1915 a 1923, pokryl léta 1437 – 1524).

### Studium dějin východní Evropy
Druhým zájmovým okruhem pro Bidla byly dějiny východoevropských (dalo by se říci obecně slovanských) států, které prezentoval zpočátku v převzaté formě v podobě Přehledu dějin polských od Michala Bobrzyńského (1895). O pár let později přešel k vlastnímu pojetí a vydal dvoudílné Dějiny Ruska v XIX. století (1907).
Před válkou vydal ještě knihu O historii Slovanstva jako celku, kde nadnesl téma jednoty slovanských dějin a jejich průběhu, zatímco v protikladu stojí slovanská kulturní rozpolcenost na římsko-germánský okruh a řecko-slovanskou oblast. Poprvé se zde objevuje zárodek komparativní metody.
K tématu slovanství se vrátil ještě několikrát: od roku 1912 spolurediguje časopis Slovanstvo (spolu s Jiřím Polívkou), v němž uveřejňuje dva články komparativního charakteru, a sice Historický vývoj Slovanstva a Náboženské a církevní poměry národů slovanských, roku 1917 vydává Kulturu byzantskou (zabývá se vznikem evropské kultury a vztahem vzdělanosti jižních Slovanů a Byzance) a naposledy roku 1927, kdy vychází Dějiny Slovanstva. V tomto posledním velkém díle se snaží postihnout stejnosti i rozdíly vývoje jednotlivých slovanských národů. Při hodnocení soudobého Ruska vycházel z přímých pramenů a své osobní zkušenosti.
Co se týká Bidlova didaktického působení, je nutné zmínit jeho spoluautorství na učebnici obecných dějin Dějepis pro vyšší třídy středních škol z let 1911 a 1913, které napsal spolu s Josefem Šustou.
Když byl roku 1917 sestaven tzv. májový manifest a podepsán 223 osobnostmi, Bidlo nepodepsal. Vedle spisovatelů zde najdeme téměř kompletní Gollovu školu, ale chybí podpisy Josefa Šusty a právě Bidla. Zatímco Šustu k odmítnutí podepsat vedla patrně funkce – byl tehdy děkanem filosofické fakulty a nechtěl ji kompromitovat, Jaroslav Bidlo svůj podpis nijak nezdůvodnil. Karel Kazbunda se domnívá, že tak učinil pro rakouské smýšlení.
Ve vztahu k ostatním příslušníkům Gollovy školy se choval Bidlo odmítavě a z pozice soupeře. Zejména jde-li o skupiny Pekař – Šusta vs. Novotný – Friedrich. Výjimkou byl Josef Šusta, s nímž Bidla spojoval zejména profesní postup: V roce 1900 se stali oba docenty, 1905 mimořádnými profesory a 1910 řádnými profesory na filosofické fakultě pražské univerzity.
Od roku 1903/04 vede Goll spolu s Šustou a Pekařem historické semináře, od roku 1908/9 pak Golla, který seminář nevypsal, nahrazuje Bidlo.
Jaroslav Bidlo se stal rovněž děkanem filosofické fakulty české univerzity, a to v roce 1915/16.
Jedním z jeho významných žáků byl historik a archivář Jan Slavík.

## Dílo
- 1895, Přehled dějin polských
- 1897, Nekrologia polské větve Jednoty bratrské [6]
- 1900, Jednota bratrská v prvním vyhnanství (další díly vyšly 1903, 1909 a 1932) [7] [8] [9]
- 1903, Bratr Jan Rokyta u cara Ivana Hrozného
- (1906), Sborník prací historických – vydáno k šedesátým narozeninám dvor. rady prof. dra Jaroslava Golla [10]
- 1907, Dějiny Ruska v XIX. století [11] [12]
- 1911, O historii Slovanstva jako celku
- 1911, Dějepis pro vyšší třídy středních škol (druhý díl 1913, napsal spolu s Josefem Šustou)
- (1915), Akty Jednoty bratrské [13] [14]
- 1917, Kultura byzantská [15]
- 1917, Vzájemný poměr české a polské větve jednoty bratrské v době od r. 1587 – 1609
- 1927, Dějiny Slovanstva
- 1930, Jednota bratrská za mezivládí po smrti Štěpána Bathoryho
- 1932, Všeobecný dějepis pro vyšší třídy škol středních. Díl prvý. Dějiny starého věku. (spoluautoři: Josef Dobiáš a Josef Šusta) [16] [17]
- 1935, Michal Hruševs'kyj [18]
- (1936), Michal Bobrzyński [19]
- (1937), Vasil Nikolov Zlatarski [20]